# Ivan Jur'evič Trubeckoj
Il Principe Ivan Jur'evič Trubeckoj (in russo Иван Юрьевич Трубецкой?; 28 giugno 1667 – 27 gennaio 1750) è stato un ufficiale e nobile russo.

## Biografia
Era il figlio maggiore di Jurij Petrovič Trubeckoj, e di sua moglie, la principessa Irina Galitzine. Suo fratello minore era Jurij Jur'evič Trubeckoj.

## Carriera
A causa della elevata posizione dei parenti, già a diciassette anni divenne Stolnik, uno dei primi del Reggimento Preobraženskij, nel 1693 era già capitano e, un anno dopo, tenente colonnello.
Nel 1698 venne nominato governatore di Novgorod. Durante la guerra del nord, l'esercito russo venne sconfitto nella battaglia di Narva e il principe fu fatto prigioniero. Carlo XII permise alla moglie di vivere con lui in Svezia. Nel 1718, avvenne lo scambio tra lui con il feldmaresciallo svedese Rehnskiöld.
Tornato in Russia, venne nominato luogotenente generale e tre mesi dopo fu nominato comandante di tutti i reggimenti di cavalleria in Ucraina. Il 28 gennaio 1722, in occasione del trattato di Nystad con la Svezia, ricevette il grado di capo generale. Nel mese di febbraio, fu nominato governatore generale di Kiev, carica che ricoprì fino al dicembre dell'anno successivo.
Con l'ascesa al trono di Pietro II, riprese il lavoro e il 25 febbraio 1728 gli è stato insignito del titolo di Maresciallo, pur non avendo alcun merito militare speciale.
Al momento dell'ascesa al trono di Anna Ivanovna, agì come oppositore, cercando di limitare il potere del autocrazia.
Al momento dell'ascesa al trono di Elisabetta I, egli fu uno dei primi a prestarle giuramento e venne nuovamente nominato senatore, ma non partecipava quasi mai alle riunioni.

## Matrimoni

### Primo matrimonio
Sposò, in prime nozze, la principessa Anastasia Stepanovna Tateva (?-1690).

### Secondo matrimonio
Nel 1691 sposò Irina Grigor'evna Naryškina (1669-1749), figlia di Grigorij Fëdorovič Naryškin. Ebbero due figlie:
- Ekaterina Ivanovna (1692-?), sposò Anton Dunin-Skrzhinskij, non ebbero figli;
- Anastasija (1700-1755), sposò in prime nozze Dimitrie Cantemir e in seconde nozze Luigi d'Assia-Homburg.

Dalla baronessa Wrede ebbe un figlio:
- Ivan Ivanovič (1704-1795)

## Morte
Morì il 27 gennaio 1750. Fu sepolto nel Monastero di Aleksandr Nevskij.